# Юксовская болезнь
Юксовская болезнь (гаффская болезнь, сартланская болезнь, острый алиментарный миозит) — алиментарнотоксическая пароксизмальная миоглобинурия. Болезнь получила название по местам вспышек: Юксовское озеро (1934—1936 годы), озеро Сартлан (1947—1948, 1984 годы), Котокельское озеро (2008—н. в.).

## Этиология
Заболевание рассматривают как токсикоз алиментарной природы (возникающее от поступления в организм причинного фактора естественным путём через ЖКТ) в результате употребления в пищу рыбы, временно приобретшей токсические свойства. Гипотезы об инфекционно-бактериальной, вирусной и паразитарной этиологии болезни не подтвердились. Считается, что рыба становится токсичной, питаясь планктоном, заражённым ядовитыми веществами, вымываемыми из грунта. Среди других версий фигурируют возможность заглатывания рыбой склероциев некоторых видов спорыньи, попадающих в воду с прибрежных тростников при повышении уровня воды в водоёмах, либо синезелёных водорослей, приобретающих токсические свойства. По другим данным, никаких токсинов в теле рыб обнаружено не было. Некоторые источники сообщают об исчезновении токсинов из вяленой рыбы после полугода хранения.

## Клиника
В течение трёх суток у заболевших наблюдались типичные признаки пищевого отравления, затем начинались судороги, а в конечном итоге отказывали почки и печень. Летальность при данном заболевании составляет 1—2 %.
В очагах заболевания отмечались повторные случаи заболевания у переболевших ранее.

## Диагностика
Диагноз устанавливается на основе клинической картины и эпидемического характера заболевания связанного с употреблением рыбы, подтверждается биопробой на кошках.

## Лечение
В связи с тем, что не выявлен этиотропный фактор и не изучен патогенез заболевания, — лечение симптоматическое. В эпидочаге запрещается употребление рыбы из местных водоёмов.

## История
Первое описание заболевания относится к 1924 году, когда в окрестностях Кёнигсберга (c 1946 года — Калининград) болезнь поразила людей, живших на берегу залива. Болезнь получила название гаффской (от нем. Haff — лагуна). В 1924—1925 годах в северной части лагуны Фришес-Гафф (нем. Frisches Haff, позднее переименован в Калининградский залив) произошла вспышка неизвестной тогда болезни, получившей позднее название по названию лагуны «Гаффская болезнь» (нем. Haffkrankheit).
За следующие 15 лет было зарегистрировано около тысячи сходных случаев заболевания людей, птиц и кошек, обычно в летнее и осеннее время и связанных с употреблением в пищу рыбы. В последующие годы сообщения стали поступать реже, в основном из Советского Союза и Германии. При этом клиническая картина гаффской болезни у кошек схожа с клинической картиной отравления мясом перепёлок у собак. 
В СССР первая вспышка заболевания зарегистрирована в 1934 году в окрестностях Юксовского озера.
Вспышки заболевания отмечались в Новосибирской, Ленинградской, Курганской, Тюменской и Харьковской областях.
В 1997 году шесть случаев заболевания зарегистрировано в США.
При вспышке болезни в Тюменской области в 2019 году рыба, выловленная в очаге заболевания, оказалась вывезена за её пределы — в Тюменскую, Челябинскую области, Ханты-Мансийский автономный округ.